# Sansevieria aethiopica
Sansevieria aethiopica är en sparrisväxtart som beskrevs av Carl Peter Thunberg. Sansevieria aethiopica ingår i släktet bajonettliljor, och familjen sparrisväxter. Inga underarter finns listade i Catalogue of Life.

## Bildgalleri

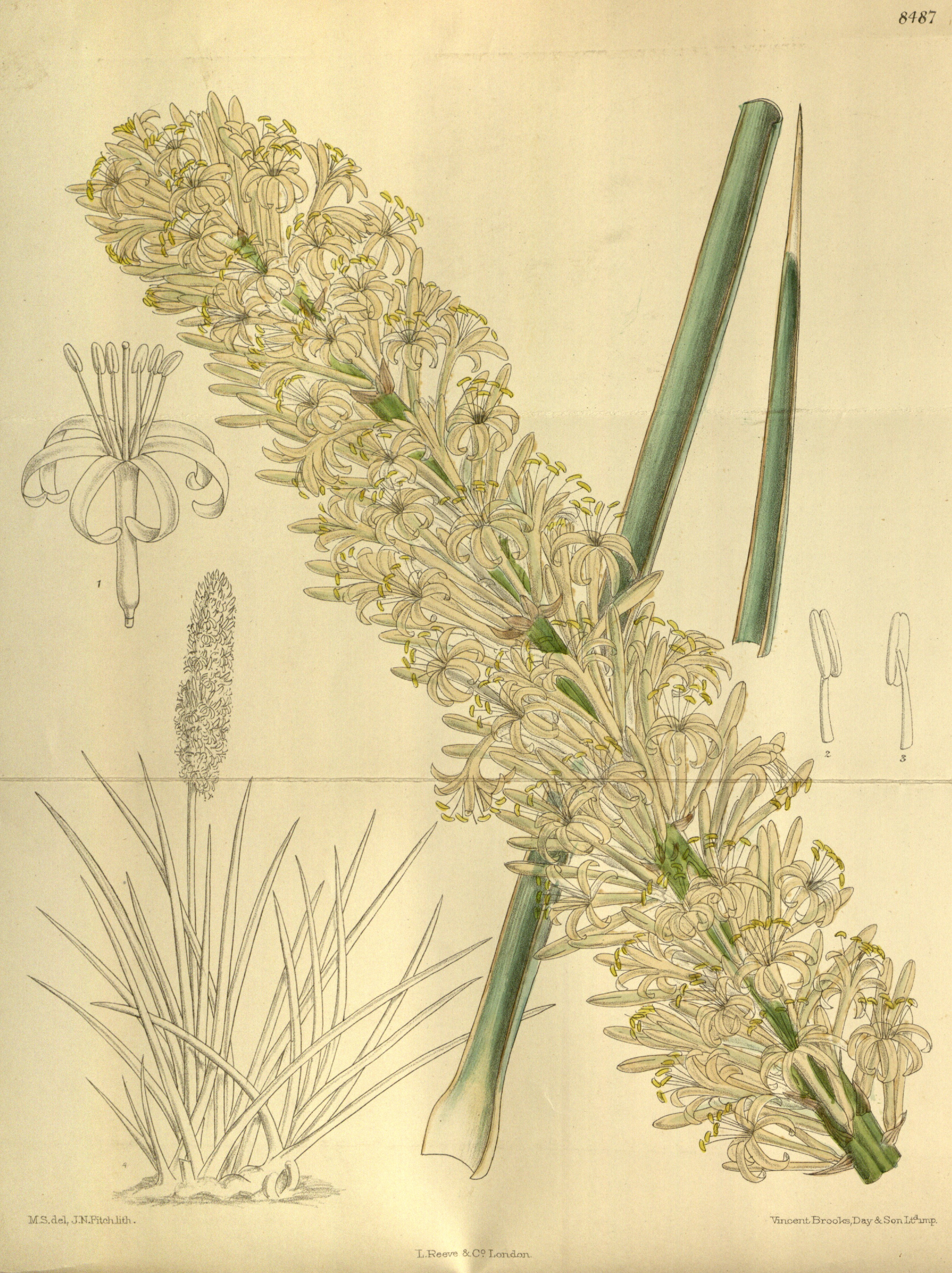
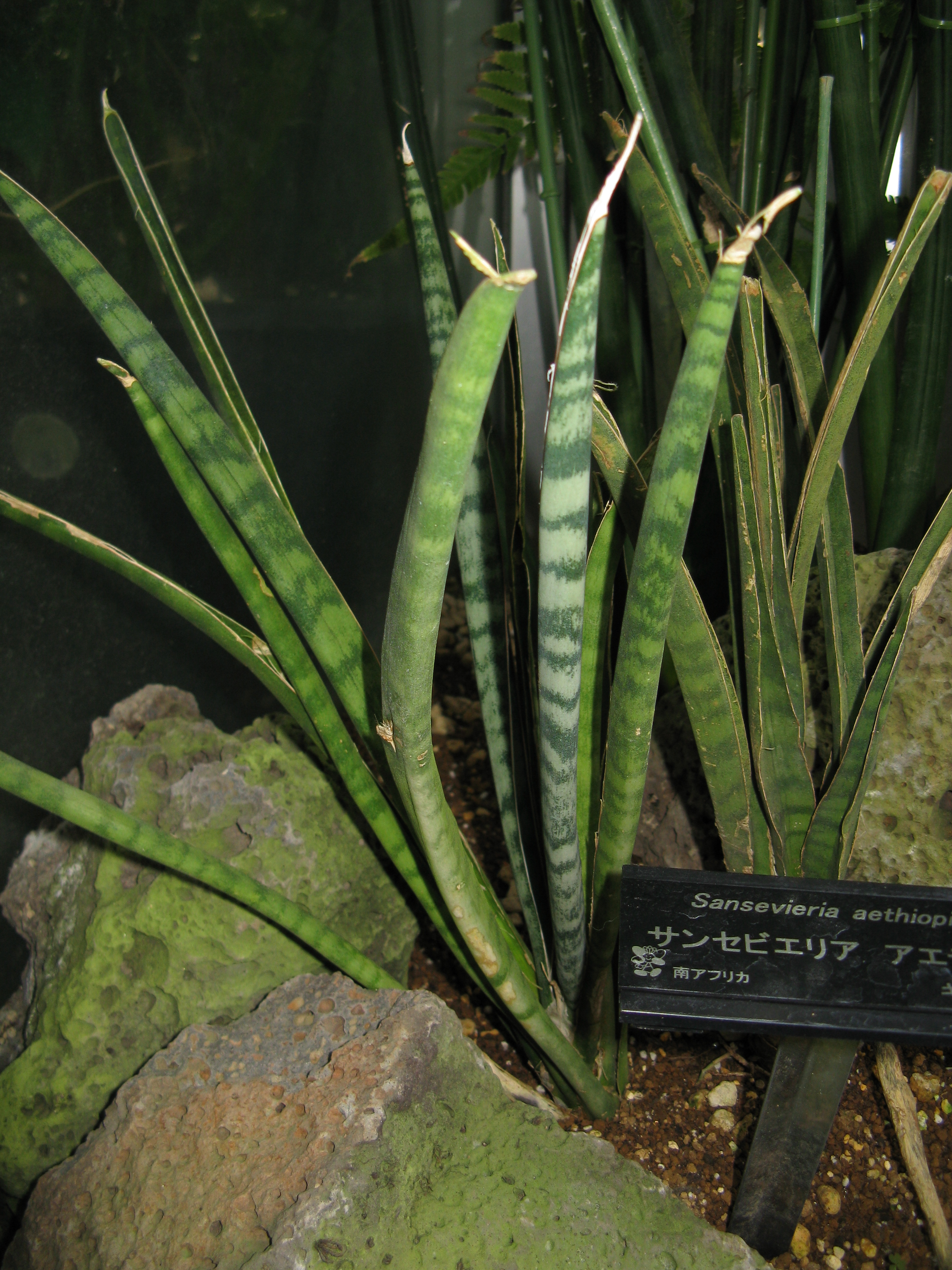
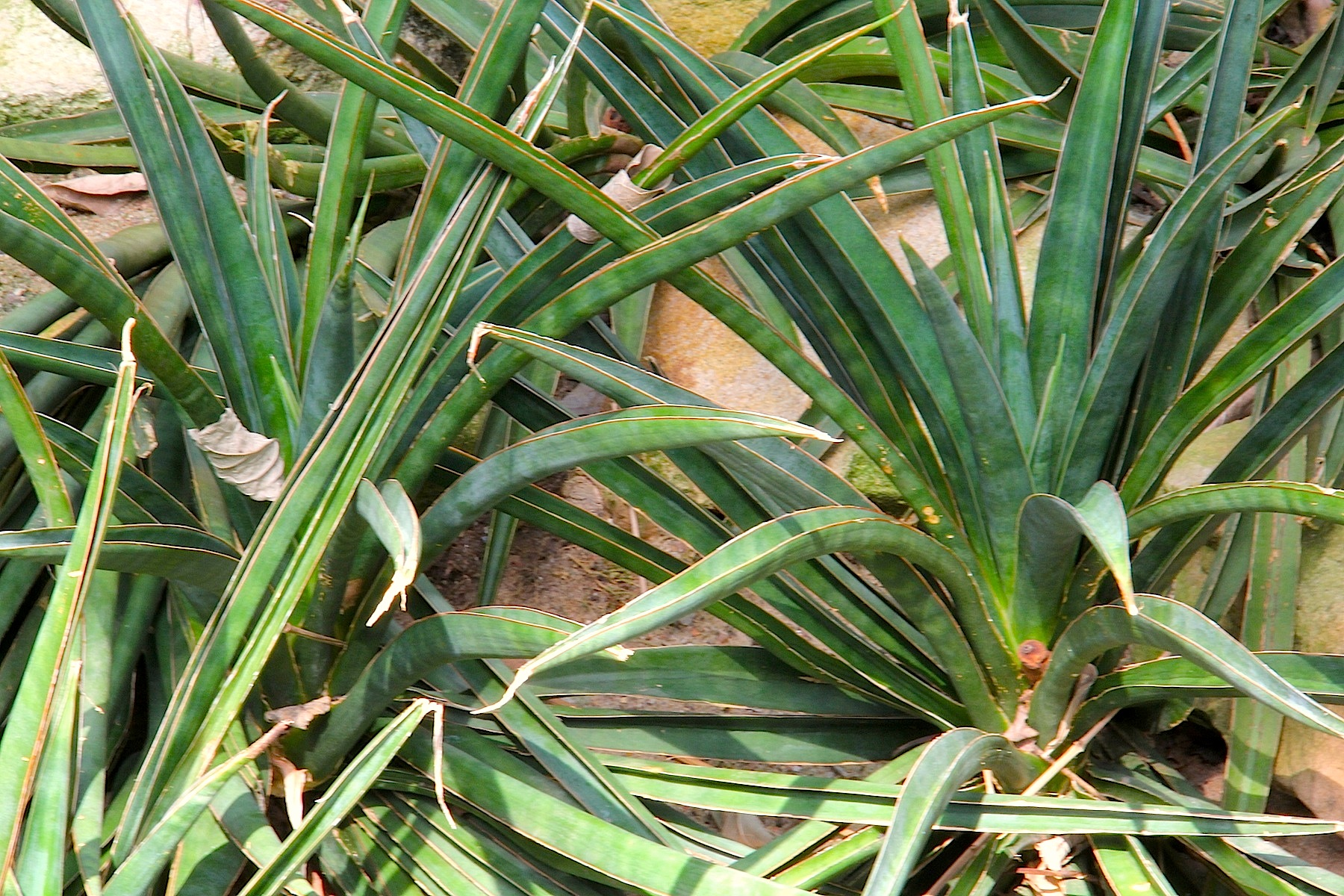